# Корпус козаків оттоманських
Корпус козаків оттоманських (Султанські козаки) — козацький корпус із українців в складі Османської (Турецької) армії який було створено на початку 1850-х років Михайлом Чайковським з дозволу Османського султана. Розміщувався на території Добруджі. За створення боєздатного корпусу Османський султан надав Михайлу Чайковському титул «Міріан-паша» що тоді в Османській імперії дорівнював званню генерала. Учасниками корпусу були як козаки колишньої Задунайської Січі (і їх нащадки) так і біглі від панщини, а після 1861 року від безземелля селяни. Також серед козаків були представники нової української інтелігенції які хотіли боротися з російським самодержавством за національні права українців. На момент закінчення Кримської війни корпус налічував 2 000 бійців (козаків).
Корпус брав участь в Кримській війні на боці Антиросійської коаліції, яка складалась з: Франції, Великої Британії і Сардинського королівства, та в Російсько-турецькій війні 1877—1878 років на боці Османської імперії. Найвизначнішою битвою корпусу стала оборона міста Сілістра (зараз одне з найпівнічніших міст Болгарії) від потужних атак російських військ в 1854 році під час Кримської війни, козаки корпусу втримали місто завдавши значних втрат росіянам. Останнє свідчення про існування корпусу стосується його участі в Облозі Плевни в 1877 році. Дата ліквідації корпусу не відома.